# Devikere, Jagalur
Devikere là một làng thuộc tehsil Jagalur, huyện Davanagere, bang Karnataka, Ấn Độ.